# 黑笠
朝鮮笠是韓服的一構成部分，是朝鲜王朝已婚男性两班、中人常戴的帽。由馬尾、烏纱、竹编成，用于保护髮髺。
朝鮮笠分為帽子（모자）和凉太（양태）兩部分，覆蓋頭部的部分稱為帽子，覆蓋面部部分稱為凉太。
朝鮮笠可以分為패랭이、草笠（초립）、黑笠（흑립）、朱笠（주립）(用於宮中的衛兵和武將)、白笠（백립）(用於國喪)、玉鷺笠（옥로립）等類型，其中最為常見的是黑笠。朝鮮舉行科舉考試時，參加考試者都應該戴著黑笠。
不同等级的人，笠的質地与大小、裝飾也有嚴格分别。笠的頂部布料分為布、紗、毛等，以區別身份的貴賤。갓끈是笠的束帶的紐扣，根據其材質也可以看出身份的貴賤；到了英祖、正祖時代，갓끈由琥珀、玳瑁等製成，長長地垂到胸前。
朝鮮笠本身只能由兩班貴族戴，19世紀以後中人以上的已婚者也可以戴，但贱民与庶民不准戴。
早期朝鮮笠的分類非常繁雜，興宣大院君執政後進行改革，較為简化。

## 外部連結
-  Information about gatfrom（页面存档备份，存于）
-  Information about Heukrip （页面存档备份，存于）from
-  Information about gat
-  Information about gat
-  Information about gat